# Christoph Rudolff
Christoff Rudolff (n.-1499 Jawor, Silezia, d.-1545 la Viena) a fost autorul primului manual german de algebra. Rudolff a fost din 1517 pana in 1521 student al lui Henricus Grammateus, de la Universitatea din Viena si a fost autor al unei carti de calcul, sub titlul "Behend und h bsch Rechnung durch die kunstreichen regeln Algebre" .El a introdus simbolul radical (√) pentru rădăcina pătrată. Se crede că acest lucru a fost pentru că semăna cu litera mica "r" (pentru "radix"), deși nu există dovezi directe. Cajori spune numai că un "punct este simbolul nostru prezent pentru rădăcina pătrată", deși este "posibil,poate probabil" ca simbolurile de mai târziu ale lui Rudolff sa nu fie puncte dar "r"-uri. În plus, el a folosit definiția semnificativă că x la puterea 0 = 1.
1. 1 2  MacTutor History of Mathematics archive, accesat în 22 august 2017
2. 1 2 3  MacTutor History of Mathematics archive
3. ↑  Google Cărți, p. títol
4. ↑  , p. 238 https://books.google.cat/books?id=v4iwBAAAQBAJ&pg=PA238 Lipsește sau este vid: |title= (ajutor)
5. ↑  , p. 152 https://books.google.cat/books?id=t7AzEAAAQBAJ&pg=PA152 Lipsește sau este vid: |title= (ajutor)
6. ↑  „Christoph Rudolff”, Gemeinsame Normdatei, accesat în 30 decembrie 2014
7. ↑  „Christoph Rudolff”, Gemeinsame Normdatei, accesat în 2 aprilie 2015
8. ↑  IdRef, accesat în 11 mai 2020